# 切列波韋茨省

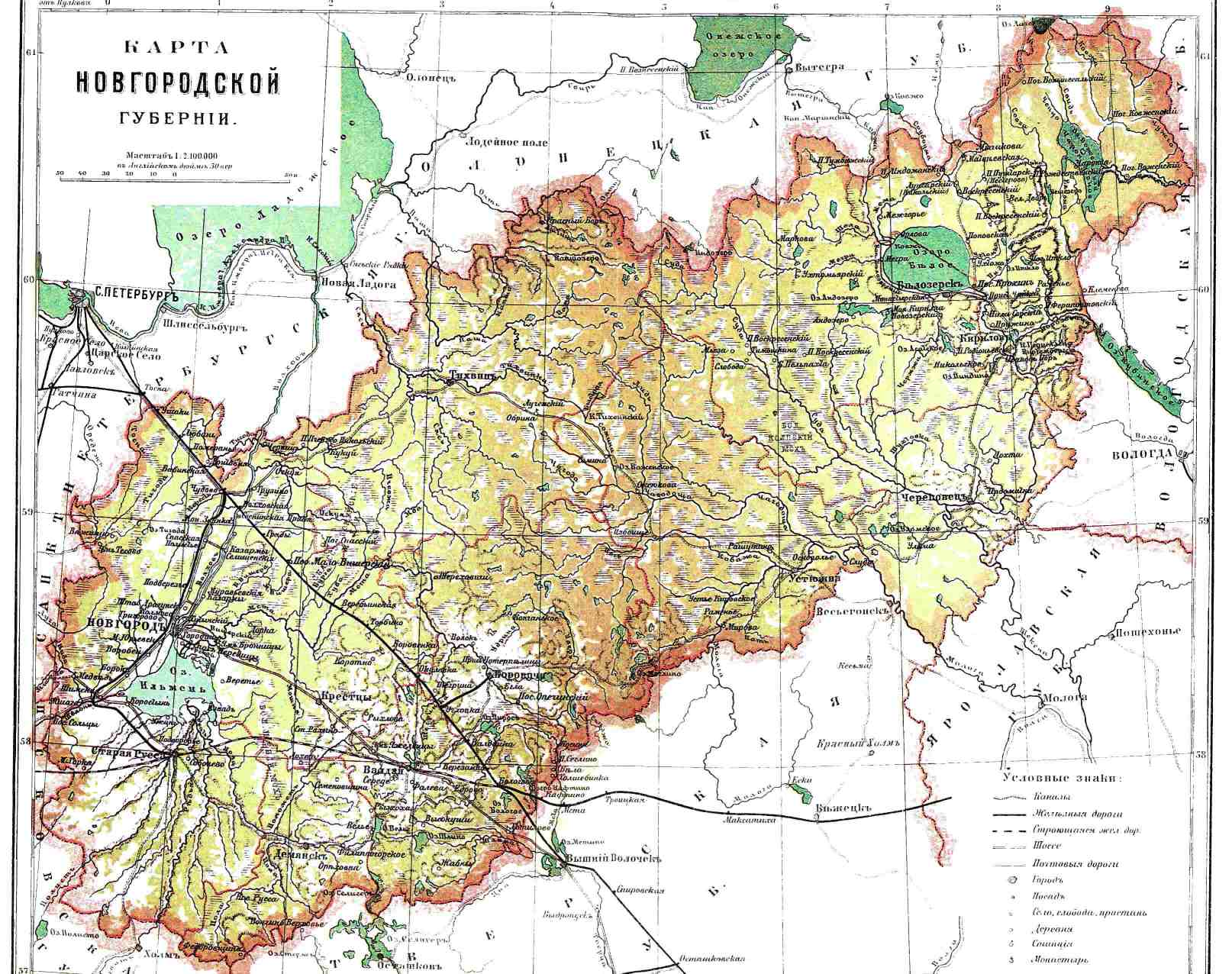
諾夫哥羅德省的地圖
可見諾夫哥羅德省北部和西北部的五個县被析置為切列波韋茨省，其面積已超諾省原有面積的一半。

59°12′N 37°54′E / 59.200°N 37.900°E
切列波韋茨省（俄语：Череповецкая губерния）是1918年至1927年間俄罗斯苏维埃联邦社会主义共和国的一個省。其省治位於切列波韋茨市。該省位于俄羅斯歐洲部分的北部，其領土目前分屬沃洛格達州、諾夫哥羅德州和列寧格勒州。

## 歷史
切列波韋茨省於1918年6月26日由俄罗斯苏维埃联邦社会主义共和国内务人民委员部成立。該省的領土是由以前屬於諾夫哥羅德省的五個县組成的（括號內爲各個县的縣治）：
- 別洛焦爾斯克縣（別洛焦爾斯克）
- 切列波韋茨縣（切列波韋茨）
- 基里洛夫縣（基里洛夫）
- 季赫溫縣（季赫溫）
- 烏斯秋日納縣（烏斯秋日納）

1918年至1921年間，雅羅斯拉夫爾省的波舍霍尼耶-沃洛达尔斯克縣的部分地區被轉移到切列波韋茨縣。基里洛夫縣的部分地區被轉移到沃洛格達省卡德尼科夫縣和奧洛涅茨省的卡爾戈波爾縣，季赫溫縣的部分地區被轉移到諾夫哥羅德省的博羅維奇縣和小維舍拉縣。
1924年，切列波韋茨省的低級行政區劃進行了改革。一些鄉被廢除，轉而成立了村委员会。
1927年8月1日，切列波韋茨省被廢除，其領土改置列寧格勒州切列波韋茨區。該區的大部分地區（除了季赫溫周圍的土地）最終在1937年被納入新成立的沃洛格達州。